# Кушкуль (Аскінський район)
Кушку́ль (рос. Кушкуль, башк. Ҡушкүл) — присілок у складі Аскінського району Башкортостану, Росія. Входить до складу Євбуляцької сільської ради.
Населення — 20 осіб (2010; 31 у 2002).
Національний склад:
- башкири — 90 %